# Verwaltungsgemeinschaft Wieratal

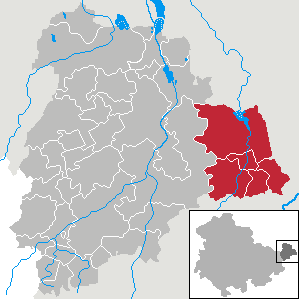
Lage der ehemaligen Verwaltungsgemeinschaft im Landkreis Altenburger Land

In der Verwaltungsgemeinschaft Wieratal im Landkreis Altenburger Land in Thüringen (Deutschland) hatten sich fünf Gemeinden zur Erledigung ihrer Verwaltungsgeschäfte zusammengeschlossen.  Namensgebend war der durch das Gebiet der Verwaltungsgemeinschaft fließende Fluss Wiera bzw. das Wieratal.
Sitz der Verwaltungsgemeinschaft war Langenleuba-Niederhain.

## Die Gemeinden
Nachfolgend die Gemeinden und deren Einwohnerzahl in Klammern (Stand: 31. Dezember 2017):
- Frohnsdorf (244)
- Göpfersdorf (235)
- Jückelberg (287)
- Langenleuba-Niederhain (1756)
- Ziegelheim (814)

## Geschichte
Die Verwaltungsgemeinschaft wurde am 1. April 1992 von den fünf Mitgliedsgemeinden gegründet. Am 6. Juli 2018 wurden im Rahmen der Gebietsreform in Thüringen die Gemeinden Frohnsdorf, Jückelberg und Ziegelheim nach Nobitz eingemeindet. Nobitz wurde erfüllende Gemeinde für Göpfersdorf und Langenleuba-Niederhain.

### Einwohnerentwicklung
Entwicklung der Einwohnerzahl:
| - 1994: 4200 - 1995: 4202 - 1996: 4166 - 1997: 4154 - 1998: 4126 - 1999: 4109 | - 2000: 4063 - 2001: 4012 - 2002: 4013 - 2003: 3979 - 2004: 3967 - 2005: 3923 | - 2006: 3899 - 2007: 3862 - 2008: 3788 - 2009: 3740 - 2010: 3657 - 2011: 3591 | - 2012: 3530 - 2013: 3496 - 2014: 3453 - 2015: 3409 - 2016: 3373 - 2017: 3336 |

 Datenquelle: ab 1994 Thüringer Landesamt für Statistik – Werte vom 31. Dezember

## Sehenswürdigkeiten
- Langenleuba-Niederhain
  - Halbes Schloss
  - Kirche
  - Talsperre Schömbach
  - Kirche Neuenmörbitz
  - Heidelbachbrücke
  - Kirche Lohma an der Leina
  - Leinawald

- Ziegelheim
  - ehemalige Wallfahrtskirche mit Kreuzbachorgel
  - Alter Pfarrhof
  - Mitteldeutsches Wandermarionettentheater Engertsdorf

- Frohnsdorf
  - historischer Fachwerkhof
  - Wiesebachviadukt

- Göpfersdorf
  - historischer Pferdestall
  - Kirche mit Hesse-Orgel
  - Quellenhof Garbisdorf
  - Katharinenkirche Garbisdorf

- Jückelberg
  - historisches Torhaus Flemmingen
  - romanische Kirche zu Flemmingen
  - denkmalgeschützte Ortslage Wolperndorf mit St. Walpurga-Kirche

siehe zu den Kirchen auch: Liste der Kirchen im Altenburger Land